# Marquesado de Zafra
El marquesado de Zafra es un título de la Casa de Marichalar concedido por Felipe V en Real Decreto el 12 de enero de 1703 a Lucas Jerónimo Yáñez de Barnuevo y San Clemente, natural de Soria caballero de la Orden de Alcántara y perteneciente al linaje de Barnuevo, uno de los Doce Linajes de esta ciudad, por el que fue diputado a principios del siglo XVIII. El rey le había concedido como vizcondado previo el de Matamala por Real Despacho de 6 de junio de 1702. Este linaje tenía su palacio en la Calle Caballeros de la citada y ciudad y en el lugar de Portillo de Soria donde se conservan algunos restos. 

## Marqueses de Zafra
- Lucas Jerónimo Yáñez de Barnuevo y San Clemente, I marqués de Zafra, I vizconde de Matamala,[3][1] era hijo de Lucas Francisco Yáñez de Barnuevo. Desempeñó varios cargos concejiles en Soria, Peña de Alcázar, Estables y Zafra además de ejercer de corregidor y superintendente de rentas reales en varios lugares, entre ellos Antequera, Murcia, Cartagena, Córdoba y Palencia.  La merced del marquesado la obtuvo como recompensa por los servicios prestados a la Corona por él y sus antepasados en cargos similares.[1] Le sucedió su hijo;

- Joaquín Estanislao Yáñez de Barnuevo (m. antes de 1768), II marqués de Zafra, casado con María Ignacia de Peñalosa Arias Dávila y Virues. La condesa viuda pleiteó por la tenuta y posesiones de los mayorazgos fundados por Pedro Arias.[4] Le sucedió su hijo;

- Felipe Yáñez de Barnuevo, III marqués de Zafra, contrajo matrimonio con Francisca Vicenta Márquez de Prado Arce y Luján que, después de enviudar, se casó con Andrés Durán de la Rocha Orive y San Miguel.[5]

- Isabel Rafaela Yáñez de Barnuevo y Peñalosa, IV marquesa de Zafra, casada en 1775 con Joaquín Francisco Dávila y Cotes, hijo de Martín Dávila Sigüenza.[6] Le sucedió su hijo;

- Joaquín Dávila y Yáñez de Barnuevo, V marqués de Zafra

- Diego Miguel Rodríguez de Bahamonde y Jaime, VI marqués de Zafra y II vizconde de Matamala,[2][7] casado con María del Pilar de Lanz y Gómez. Le sucedió su hijo;[2]

- José Leopoldo Rodríguez de Bahamonde y Lanz, VII marqués de Zafra y III vizconde de Matamala, casado el 3 de abril de 1878 con María de la Concepción Sarria y Albis.[2]

- María de la Concepción Rodríguez de Bahamonde y Sarria, VIII marquesa de Zafra y IV vizcondesa de Matamala, casada con Francisco Torres y Babi.[2]

- Francisco Javier Marichalar y Bruguera, IX marqués de Zafra,[8] IX marqués de Ciria,[9] IX vizconde de Eza, se casó con Isabel de Silva y Azlor de Aragón. Le sucedió su hijo;

- Luis Ignacio Marichalar y Silva (San Sebastián, agosto de 1946-9 de mayo de 2018),[10] X marqués de Zafra,[11] marqués de Montesa, marqués de[12]  y vizconde de Eza.[13] Contrajo matrimonio con Nadine Vigier de Baillencourt. Distribuyó sus títulos en vida entre sus cuatro hijos: el marquesado de Montesa para Francisco, el vizcondado de Eza para Pablo, el marquesado de Zafra para Silvia, y el marquesado de Ciria para Inés, la primogénita.[10]

- Silvia Marichalar Vigier, XI marquesa de Zafra y actual titular.[14]

## Otros títulos de la familia Marichalar
- Marquesado de Montesa (1708), actual poseedor, Francisco Javier Marichalar Vigier[15]
- Marquesado de Ciria (1777), actual poseedor,  Luis Ignacio Marichalar y de Silva
- Vizcondado de Eza (1711), actual poseedor, Pablo Marichalar y Vigier
- Condado de Ripalda (1699), actual poseedor, Amalio de Marichalar y Sáenz de Tejada[16]
- Vizcondado de Matamala (1703), actual poseedora Carmen Ruiz García-Durán[17]
- Marquesado de Marichalar (título Carlista, 1869), concedido a la rama Carlista de la familia Marichalar, actualmente ostentado por Joaquín de Marichalar y Cotton de Benetot.